# Callum Sheedy

a Compétitions nationales et continentales officielles uniquement.

b Matchs officiels uniquement.
Dernière mise à jour le 30 janvier 2024.
Callum Sheedy, né le 28 octobre 1995 à Cardiff (pays de Galles), est un joueur international gallois de rugby à XV jouant au poste de demi d'ouverture avec Cardiff Rugby.

## Biographie

### Carrière en club
Après une enfance passée dans les Galles du Sud, Callum Sheedy intègre l'école de Millfield (en) dans le Somerset en 2012, avant d'être recruté par les Bristol Bears en 2014,.
Avant d'intégrer pleinement l'équipe première de Bristol, Sheedy connait plusieurs prêt dans les divisions inférieures anglaises, via le système de dual registration, passant d'abord par le club de Clifton puis les Dings Crusaders de la proche banlieue de Bristol,. C'est ensuite en 2015-2016 que Sheedy — après un passage à Cinderford dans la première partie de saison, — va faire son essor avec Bristol : saisissant son occasion à la suite de divers forfaits, il s'impose ensuite comme le demi d'ouverture titulaire lors des play-offs qui verront les Bears retrouver le plus haut niveau anglais.
Mais, victime d'une blessure tendineuse grave il ne connaitra pas la Premiership cette saison, où le club de Bristol, dépassé, finira relégué. C'est en prêt que le jeune meneur de jeu se relance, avec les Jersey Reds, dans les îles Anglo-Normandes, où il brille dans la charnière qu'il forme avec son futur coéquipier en équipe nationale, Kieran Hardy,.
De retour à Bristol, sous l'égide du nouveau coach Pat Lam, il semble s'imposer pour de bon dans son club formateur, prenant part à une nouvelle campagne réussie vers le plus haut niveau en Championship,.
Sa carrière atteint un premier point culminant lors de la saison 2019-2020, où il guide son équipe jusqu'au titre en Challenge européen et les demi-finales en championnat d'Angleterre, brillant comme maitre à jouer devant une ligne d'arrières talentueuse, à l'image de Semi Radradra ou Max Malins,,.
Fin janvier 2024, il est annoncé qu'il signe pour Cardiff Rugby à partir de la saison 2024-2025.

### Carrière en sélection
Né à Cardiff, au pays de Galles, Sheedy est sélectionnable à la fois en équipe d'Irlande via ses parents et d'Angleterre grâce à sa résidence. Il a de fait à la fois représenté le pays de Galles et l'Irlande en équipe de jeunes, refusant néanmoins une sélection avec les moins de 20 ans gallois en 2015, qui l'aurait de fait rendu éligible uniquement pour le pays de Galles à l'avenir. Le XV du Poireau semble alors avoir perdu un de ses talents les plus prometteurs,,.
Il connait même en 2019 une sélection avec l'Angleterre face aux Barbarians, la RFU ne considérant toutefois pas ce match comme officiel,.
Le 6 octobre 2020, il est appelé pour la première fois en équipe du pays de Galles senior pour la Coupe d'automne des nations. Il fait ses débuts internationaux le 13 novembre 2020 sortant du banc lors de la défaite 32-9 des gallois contre l'Irlande.
Il remporte le Tournoi des Six Nations en 2021, sans réaliser le Grand Chelem cependant. 

## Palmarès

### En club
- Bristol Bears
  - Vainqueur du Challenge européen en 2020.

### En sélection nationale
- Pays de Galles
  - Vainqueur du Tournoi des Six Nations en 2021.

### Distinctions personnelles
- Meilleur réalisateur du Challenge européen en 2020 (100 points).